# Arthur Rothstein
Pour les articles homonymes, voir Rothstein.
Arthur Rothstein, né le 17 juillet 1915 à Manhattan (New York) et mort le 11 novembre 1985 à Nouvelle-Rochelle (État de New York), est un photographe américain descendant d'emmigrants juifs.

## Biographie
Pendant la Grande Dépression des années 1930, Arthur Rothstein fut invité par Roy Stryker à rejoindre l'agence fédérale de la Farm Security Administration.
Ce petit groupe de photographes, auquel appartenaient Esther Bubley, Marjory Collins, Marion Post Wolcott, Walker Evans, Russell Lee, Gordon Parks, Jack Delano, Charlotte Brooks, John Vachon, Carl Mydans, Dorothea Lange et Ben Shahn, devait faire connaître les conditions de vie des paysans pauvres des États-Unis.
Comme celles de Dorothea Lange et de Walker Evans, les photographies d'Arthur Rothstein mettent en scène des compositions se référant au peintre français Jean-François Millet.

## Galerie

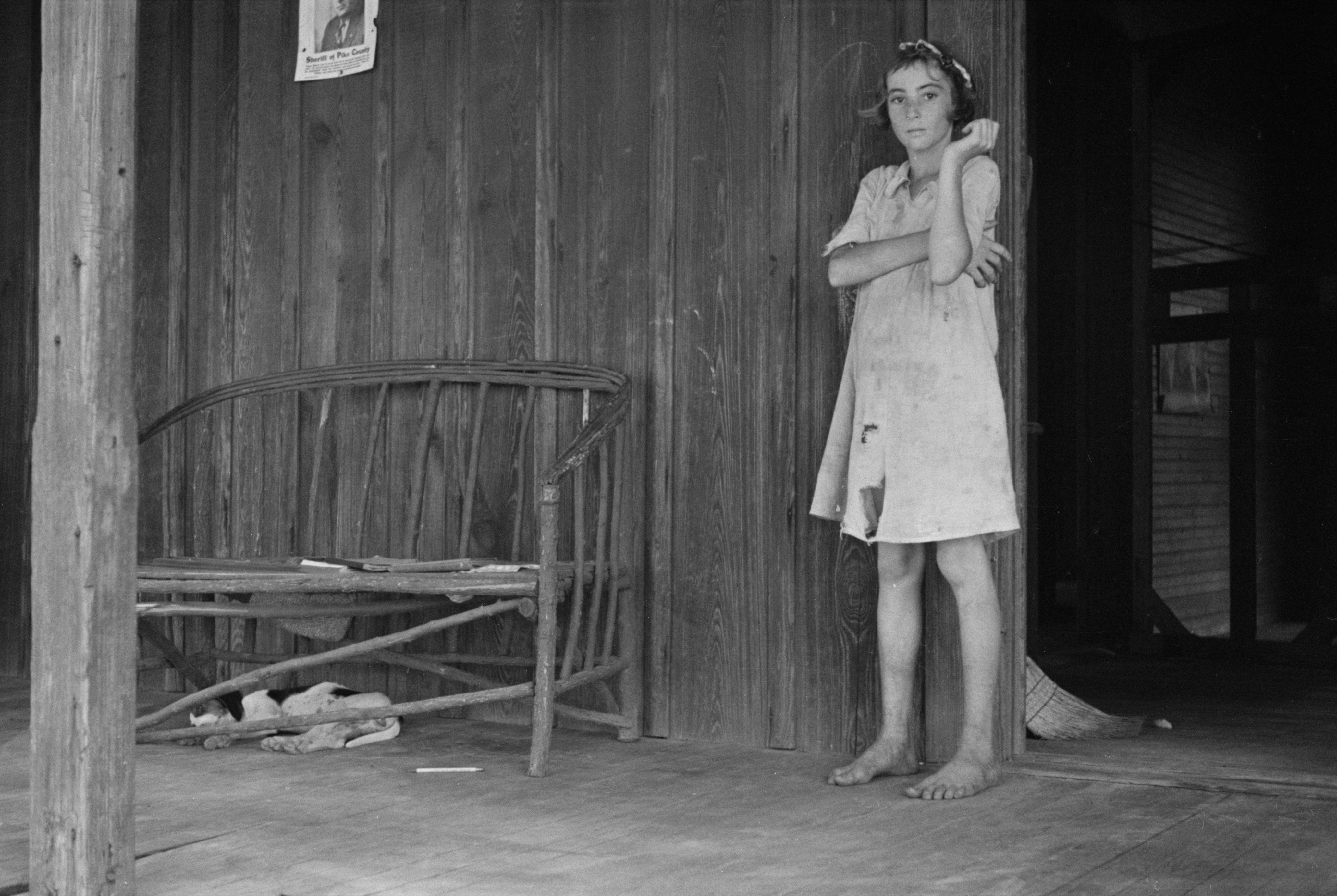
Fille de métayers, comté de Lauderdale. Août 1935
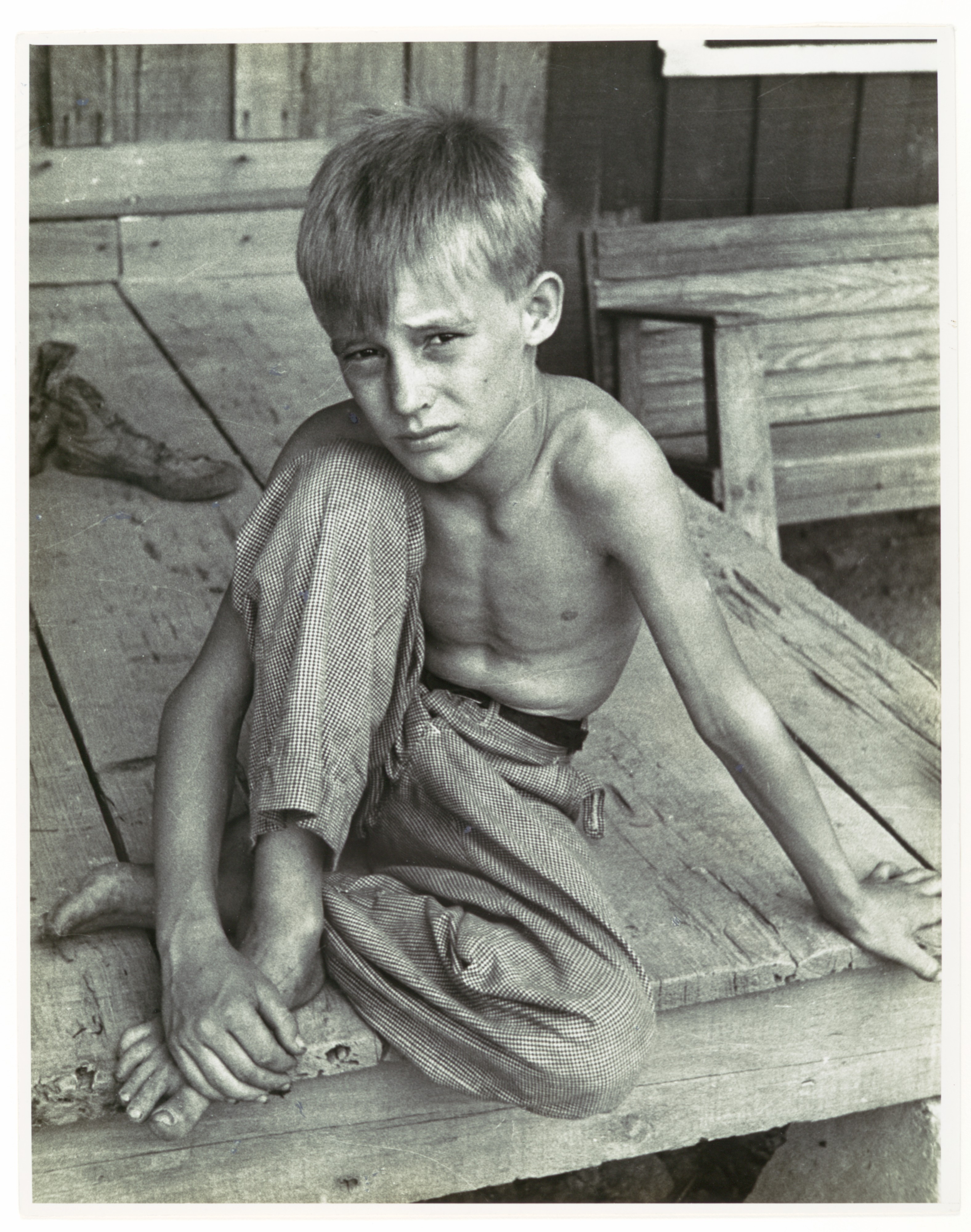
Fils de métayer. Mississippi Country, Arkansas. 1935
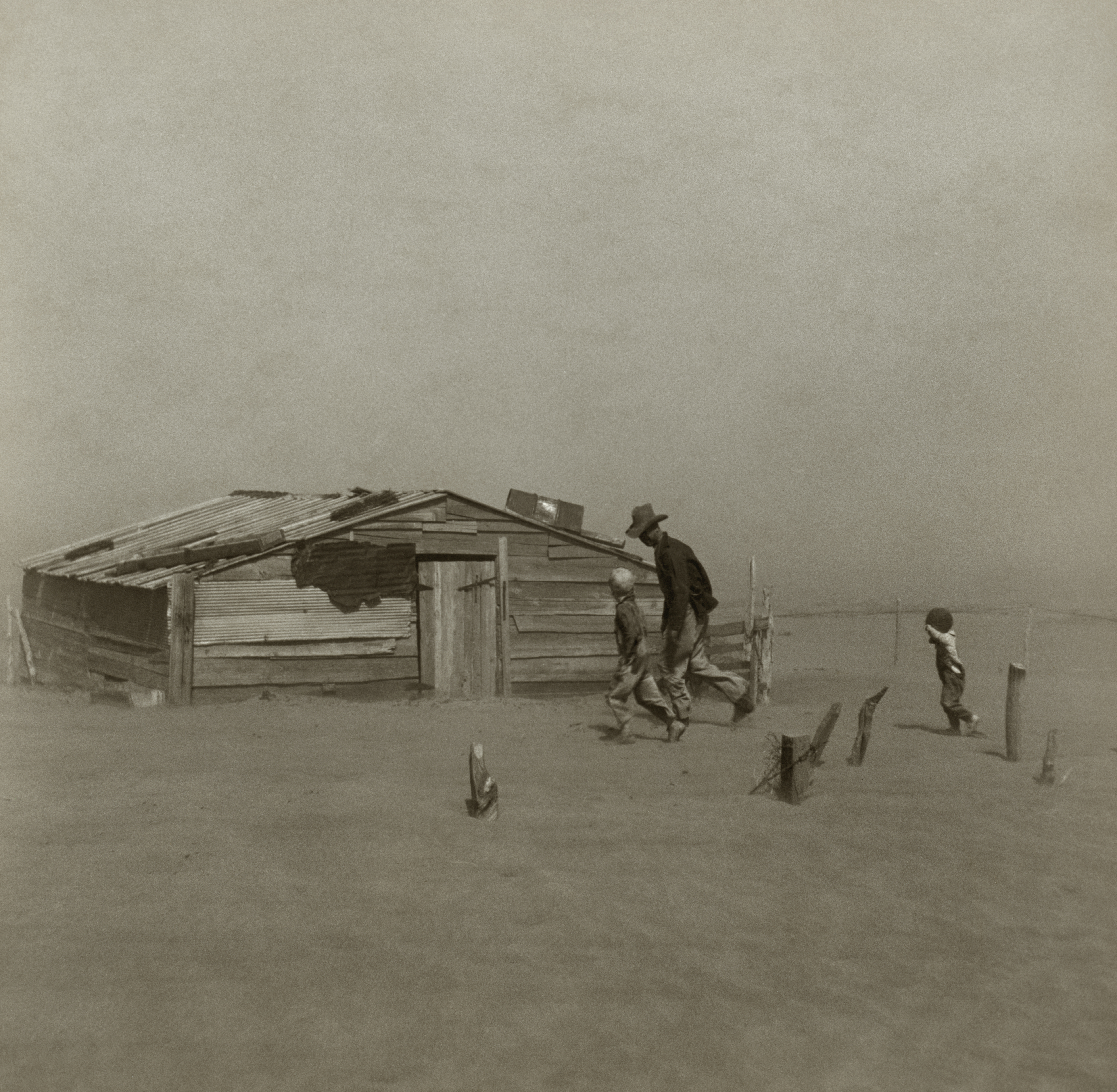
Fermier et ses enfants, pris dans une tempête de poussière dans le comté de Cimarron (Oklahoma). Pour la Farm Security Administration, 1936
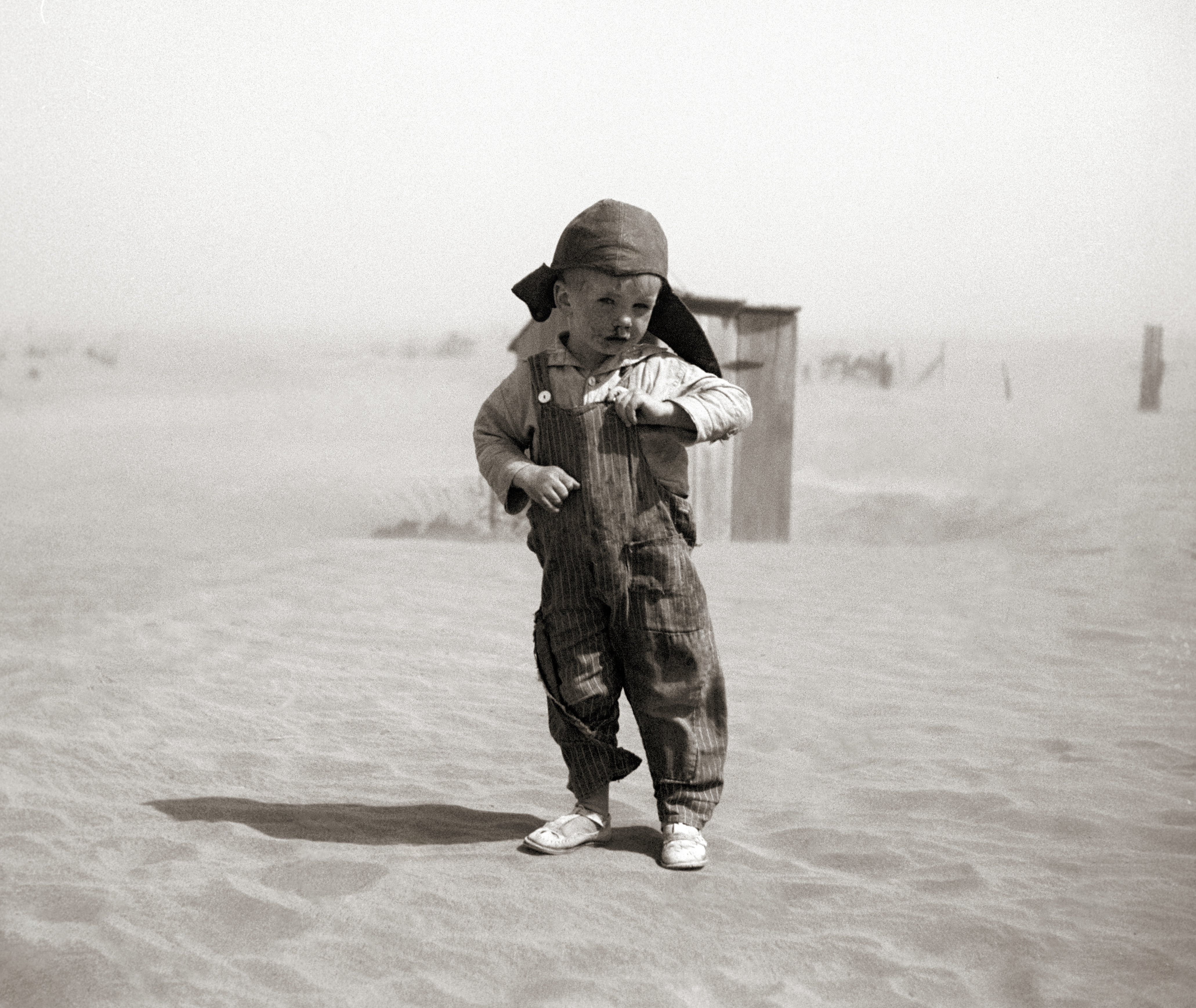
Garçon de l'Oklahoma à l'époque du Dust Bowl. 1936 Pour la FSA
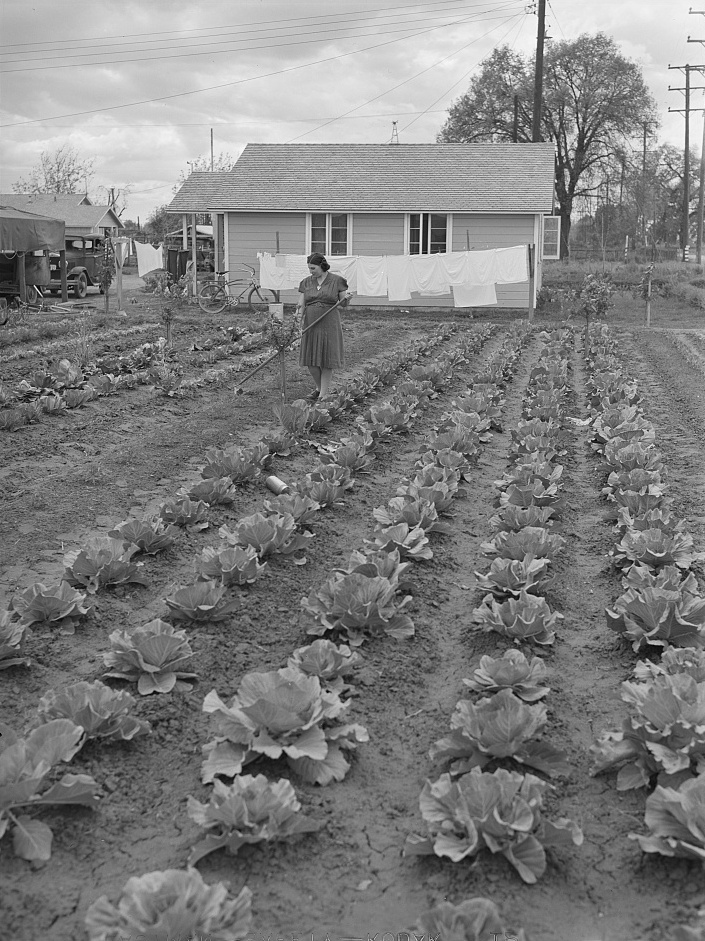
Les jardins des maisons de travail augmentent les revenus. Camp de migrants de Tulare. Visalia (Californie). 1940 Pour la FSA
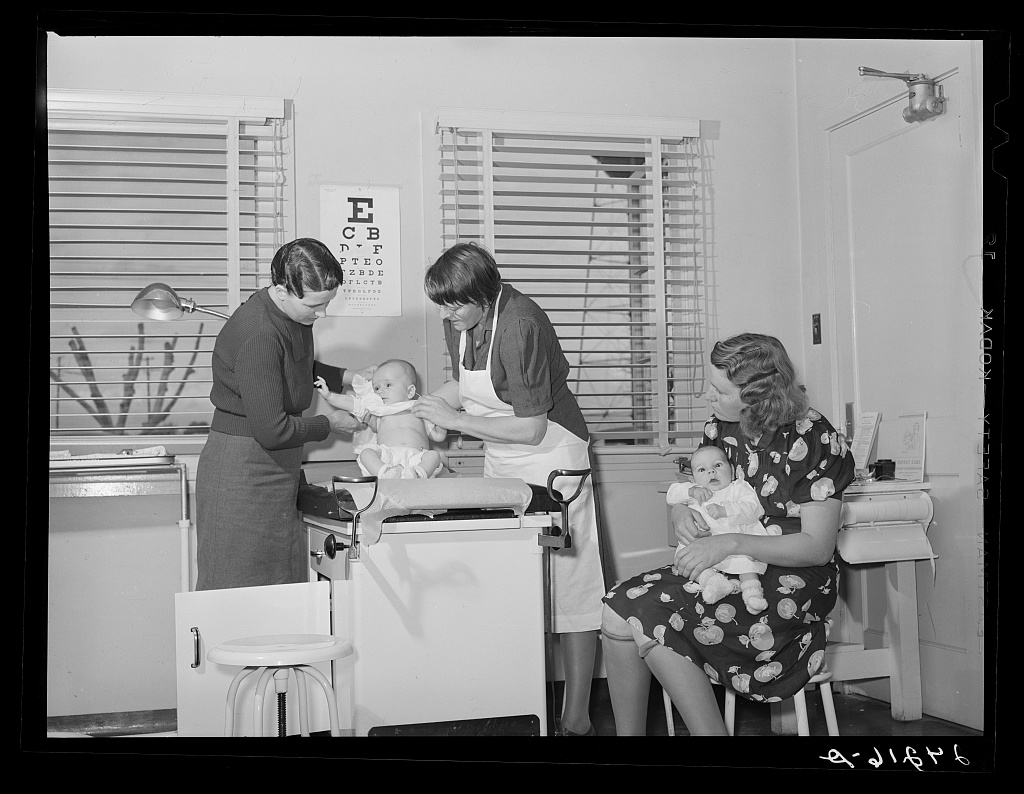
Clinique pour bébé. Camp de migrants de Tulare. Visalia, Californie. 1940 Pour la FSA

## Publications
- Words & Pictures